# Proemassilina
Proemassilina es un género de foraminífero bentónico de la subfamilia Hauerininae, de la familia Hauerinidae, de la superfamilia Milioloidea, del suborden Miliolina y del orden Miliolida. Su especie tipo es Massilina rugosa. Su rango cronoestratigráfico abarca el Holoceno.

## Clasificación
Proemassilina incluye a las siguientes especies:
- Proemassilina arenaria
- Proemassilina rugosa